# Уффе Бех
Уффе Бех (дан. Uffe Manich Bech, нар. 13 січня 1993, Копенгаген) — данський футболіст, нападник клубу «Ганновер 96» та національної збірної Данії.

## Клубна кар'єра
Вихованець академії клубу «Люнгбю». 1 серпня 2010 року в матчі проти «Сількеборга» він дебютував у данській Суперлізі. 14 квітня 2011 року в поєдинку проти «Мідтьюлланн» Уффе забив свій перший гол за клуб. Загалом провів в команді два з половиною сезони, взявши участь у 38 матчах чемпіонату.
Своєю грою за цю команду привернув увагу представників тренерського штабу клубу «Нордшелланд», до складу якого приєднався на початку 2013 року. 3 березня у матчі проти «Хорсенса» він дебютував за нову команду. 11 березня в поєдинку проти «Мідтьюлланна» Уффе забив свій перший гол за команду. Загалом відіграв за команду з Фарума наступні два з половиною сезони своєї ігрової кар'єри, проте основним гравцем атакувальної ланки команди був лише у останньому сезоні.
Влітку 2015 року Бек перейшов у німецький «Ганновер 96». Сума трансферу склала 2 млн євро. 29 серпня в матчі проти «Майнца» він дебютував у Бундеслізі. 28 листопада в поєдинку проти клубу «Інгольштадт 04» Уффе забив свій перший гол за «Ганновер». Протягом першого сезону встиг відіграти за команду з Ганновера 11 матчів в національному чемпіонаті.

## Виступи за збірні
2008 року дебютував у складі юнацької збірної Данії, взяв участь у 33 іграх на юнацькому рівні, відзначившись 13 забитими голами.
З 2012 року залучався до складу молодіжної збірної Данії, ставши півфіналістом молодіжного чемпіонату Європи 2015 року, що дозволило данцям кваліфікуватись на футбольний турнір Олімпійських ігор. Загалом на молодіжному рівні зіграв у 12 офіційних матчах, забив 3 голи.
2016 року захищав кольори олімпійської збірної Данії на Олімпійських іграх 2016 року у Ріо-де-Жанейро.
31 січня 2013 року дебютував в офіційних іграх у складі національної збірної Данії в товариському матчі проти збірної Мексики. Наразі провів у формі головної команди країни 4 матчі.
| Дата       | Місто      | Господарі | Результат | Гості      | Турнір            | Голи | Примітки |
| ---------- | ---------- | --------- | --------- | ---------- | ----------------- | ---- | -------- |
| 31-1-2013  | Фінікс     | Мексика   | 1 – 1     | Данія      | товариський матч  | -    | 73'      |
| 11-10-2014 | Ельбасан   | Албанія   | 1 – 1     | Данія      | Відбір до ЧЄ 2016 | -    | 71'      |
| 14-10-2014 | Копенгаген | Данія     | 0 – 1     | Португалія | Відбір до ЧЄ 2016 | -    | 46'      |
| 18-11-2014 | Бухарест   | Румунія   | 2 – 0     | Данія      | товариський матч  | -    | 46'      |
| Усього     |            | Матчів    | 4         |            | Голів             | 0    |          |